# 神农石韦
神农石韦（学名：Pyrrosia shennongensis）为水龙骨科石韦属下的一个种。

## 扩展阅读
- 維基物種上的相關：神农石韦